# Ludmiła Anarbajewa
Ludmiła Anarbajewa (ur. 12 listopada 1983) – kazachska siatkarka, grająca jako środkowa.

## Sukcesy klubowe
Klubowe mistrzostwa Azji:
- 2009/10, 2012/13
- 2010/11, 2013/14

Puchar Kazachstanu:
- 2009/10, 2010/11, 2011/12, 2012/13, 2013/14, 2014/15
- 2015/16

Superpuchar Kazachstanu:
- 2015/16

## Sukcesy reprezentacyjne
Igrzyska Azjatyckie:
- 2010